# Цей маленький світ
«Цей маленький світ» (англ. It's a Small World) — американська комедійна мелодрама режисера Ірвінга Каммінгса 1935 року.

## Сюжет
Світська левиця Джейн Дейл і адвокат Білл Шевлін стикаються один з одним в автомобільній катастрофі. Кламмерхорн — суддя містечка, шериф, тощо, вирішує їхню справу.

## У ролях
- Спенсер Трейсі — Білл Шевлін
- Венді Баррі — Джейн Дейл
- Реймонд Волберн — Джуліус Кламмергорн
- Вірджинія Сейл — Ліззі
- Астрід Еллвін — Ненсі Нейлор
- Ірвінг Бейкон — Кал
- Чарльз Селлон — Циклон
- Дік Форан — Коп
- Белль Дауб — місіс Дейл